# Marta Dassù
Marta Dassù (née le 8 mars 1955 à Milan) est une essayiste et une personnalité politique italienne, ministre adjoint du gouvernement Monti et du gouvernement Letta aux Affaires étrangères,,,,,.